# Хронологија историје Париза
Хронологија историје Париза приказује године и датуме значајних догађања у историји Париза.

## Стари век
- 250-225. п. н. е. Парисеји су оформили град на Острву Де ла Сите.[1]
- 52. п. н. е. Перисеји су поражени од стране Римске војске. На левој обали Сене оформљен је гарнизонско насеље Лутеција
- Око 300 г.н.е играђен је бедем око острва Де ла Сите

## Средњи век
- 845. Викинзи су напали град и потпуно га спалили. Краљ Карло Ћелави им је дао 7000 фунти сребра како би напустили град
- 1163. започета градња Нотр Дама у Готичком стилу
- 1202. завршетак градње замка Лувра
- 1257.
  - 1. септембра - Отворио се нови се нови универзитет од стране Робер де Сорбона, по којем је овај универзтет и добио име Сорбона
- 1310. започета је конструкција сат-куле на палати на острву Де ла Ситеу
- 1365. Број становника: око 275.000
- 1370.
  - 22. априла - постављен први камен у градњи Бастиље
- 1429. опсада Париза од стране Јованке Орлеанке

## 16. век
- 1504. Парламет је одлучио да сви Парижани морају у 9 сати увече, да у својим вењерима на прозорима ставе свећу како би улице Париза биле осветљене. Ова одлука није имала дугорочнији ефеката али су сличне акције понављане 1524, 1526, 1551. и касније.
- 1521. универзитет Сорбона формлано осуђује учења Мартина Лутера
- 1521
  - 15. априла публикован је по први пут Нови завет на француском језику
- 1528.
  - 28. фебруара у сврху претварања Лувра у место за живљење, пре свега краљевске породице, почиње рушење великог торња (замка)
  - 15. марта Франсоа I проглашава Париз као своју сталну адресу
- 1532.
  - 22. децембра архитекта Доменико ла Картона представља план за реконструкцију Хотел де Вила
- 1547.
  - 31. марта умире краљ Франсоа I, кога наслеђује син Хенри II
- 1549
  - 16. јуна се предстваља Фонтана невиних (фр Fontaine des Innocents), што је најстарија фонтана која и даље постоји у Паризу
- 1560.
  - 5. децембра умире краљ Франсоа II. Наследио га његов десетогодишњи брат Шарл IX
- 1572.
  - 24. августа у 4 сата ујутру звона на цркви Сент Жермен ла Осерус је означила почетак масакра против протестаната, и ова ноћ је познатија као Вартоломејска ноћ. Масакр је трајао до 30. августа
- 1582. Грегоријански календар је уведен у Париз
- 1593.
  - 25. јула Анри IV је формално прешао у католицизам, у катедрали Сен Дени

## 17. век
- 1605. реконструисана зграда градске скупштине - Хотел де Виле
- 1608. играђена је галерија Лувра која је спојила Лувр са палатом Тилери
- 1622. Кардинал Ришеље је постао декан Сорбоне
- 1631.
  - 9. октобра одлучена изградња ојачаног зида око града. Радови су трајали до 1647. године
- 1635.
  - 25. маја кардинал Ришеље започиње градњу нове капеле за Универзитет Сорбону, која је завршена 1642. године
- 1641. оформљено је прво стално позориште у Палати Ројал
- 1643.
  - 14. маја, после смрти свога оца Луја XIII на престо долази његов четворогодишњи син Луј XIV који је владао под патронатом мајке Ане Аустријске и утицаја Кардинала Мазарена
  - 7. октобра млади краљ Луј XIV прелази из Лувра у Палату Ројал
- 1670. краљ је наредио рушење градских зидина које је саградио Чарлс 5. и Луј 13., и да се уместо њих изграде булевари са дрворедима
- 1680. изграђен Француски театар

## 18. век
- 1702 Париз је обухватао 20 четврти, 14 предграђа и 2 села
- 1706.
  - 28. августа освештана црква Палате инвалида, у присуству краља
- 1715.
  - 1. септембра умире краљ Луј XIII и власт преузима регент Филип II Орлеански
- 1789. - Француска револуција
  - 14. јула запаљена Бастиља
  - 5-6. октобра - краљевска породица је присилно пресељена из Версаја у Париз
- 1793.
  - 22. јануара Луј XIV бива погубљен гиљотином, на тргу Конкорд

## 19. век
- 1801. - број становника: 548.000
  - 12. марта - Наполеон наређује изградњу три гробља изван тадашњег Париза: Монматр на северу, Пер ла Шез на истоку и Монпарнанс на југу
- 1814.
  - 30. марта - Битка за Париз, између Русије, Аустрије и Пруске на једној страни и Француске на другој
  - 31. марта руски цар Александар I и Вилхелм I улазе у Париз на челу своје војске
  - 6. априла - абдикција Наполеона. Француски Сенат на престо доводи Луја XVIII
- 1815.
  - 19. марта Луј напушта Париз а на престо се враћа Наполеон
- 1853.
  - 29. јуна Наполеон је са Османом изнео детаљан план реконструкције централног Париза. Османова реконструкција Париза је веома значајан догађај који ће Париз учинити једним од најлепших градова света
- 1887. почиње конструкција Ајфеловог торња. Конструкција је имала жестоке критике од водећих париских уметника и писаца
- 1889.
  - 2. априла завршена је градња Ајфеловог торња. Гости су прво морали на врх да се пењу степеницама, пошто је лифт завршен тек у мају
- 1895. отворена прва робна кућа Галерија Лафајет
- 1896. руски цар Николај II поставио је камент темељац за мост Александра III

## 20. век
- 1900.
  - 14. априла отворена Светска изложба, укључујући Гранда Палату и Палату Петит као и мост Александра III. До краја изложе 20. новембра изложбу је посетило око 50 милиона посетилаца
  - 14. маја почеле Олимпијске игре, друге одржане у Паризу
- 1901. Број становника: 2.715.000
- 1906. Борј становника: 2.722.731
- 1909.
  - 1. марта инсталиран први лифт у Париском метроу
- 1919.
  - 8. фебруара покренута прва комерцијална авио линија на свету, измеђи Париза и Лондона
  - 16. октобра осештана црква Сакре кер
- 1921. Број становника:2.906.472
- 1939.
  - 31. августа из париза су евакуисана сва деца
  - 2. септембра објављен рат Немачкој
- 1940.
  - 3. јуна Немци су по први пу бомбардовали Париз. 254 особа је убијено и 652 повређено
  - 14. јуна Немци су ушли у Париз
- 1944.
  - 25. августа немачки генерал Шлтиц одбија Хитлерово наређење да уништи Париске музеје. Увече предаје град генералу Лекрелку
  - 26. августа генерал Шарл де Гол око три сата долази до Тријумфалне капије и силази Јелисејским пољима до Трга Конкорда, праћен овацијама масе која се окупила
- 1946. Број становника: 2.725.374
- 1963. многе зграде као што је Нотр Дам су промениле боју из тамносиве у белу након генералног чишћења
- 1968. Број становника: 2.590.771
  - 3. маја ескалирају студентске демонсртације на Сорбони
  - 6. маја после великог сукоба са полицијом остаје преко 800 повређених
  - 20. генерални штрајк парализује град
- 1973.
  - 13. септембра отворен Торањ Монпарнанс, што је једини солитер у центру Париза.
- 1977.
  - отворен музеј Помпиду
- 1981.
  - 10. маја изабран први социјалистички председник пете републике Франсоа Митеран
- 1982.
  - 7. фебруара корзиканска терористичка група поставља 17 бомби широм Париза
  - 22. фебруара - ауто бомба убија једног а рањава 63 Парижана. Сиријска тајна служба осумњичена за напад
- 1988.
  - 6. марта Митеран отвара Пирамиду у Лувру, као један од првих великих пројеката у Паризу
- 1990. Број становника: 2.152.423.
- 1998. у Паризу се одржава Светско првенство у фудбалу

## 21. век
- 2000. по први пут се на Ајфеловом торњу пале украсне светиљке означавајући почетак новог миленијума
- 2009. Број становника: 2.234.105
- 2015.
  - 7-9. јануара 17 особа укључујући и три полицајца су убијени у терористичком нападу познатом као Напад на редакцију листа Шарли Ебдо